# Tolivia
Tolivia es una localidad y parroquia del concejo de Laviana, en la comunidad autónoma de Asturias (España). Tiene una población de 232 habitantes (INE 2011). 
Está situada a 7 km de la capital municipal Pola de Laviana y 12 km, de la capital del concejo limítrofe de Aller, Cabañaquinta. Limita al norte con la parroquia de Villoria, al sur con el concejo de Mieres, al oeste Aller y al este Villoria y de nuevo Mieres.
Debido al declive de la minería del carbón, desde la década de los 80, el pueblo, como el resto de la Comarca del Nalón, sufrió una pérdida de población que con los años se ha recuperado gracias a las segundas residencias. 
De esta parroquia son naturales los componentes del grupo asturiano Los Berrones.
- Datos: Q3777068